# Arapska mitologija
Arapska mitologija je skup mitova i vjerovanja predislamskih Arapa. Arapi su predislamskom vremenu bili politeisti. Svako pleme imalo je svoga igola (boga) kome se klanjalo i prinosilo mu žrtve. Jedini izvor koji daje vrlo malo tragova o vjerovanju predislamskih Arapa je njihova poezija. Muallaqe su njihove pjesme koje veličaju bogove i pjevaju o njihovoj samilosti i moći. Bogovi nemaju izravno određenu ulogu, već je ona različita ovisno o plemenu. Većinom su svemogući, te su čuvari prirodnog poretka. Najznačajnija božanstva su: Wedd, Suwa', Jegus, Je'uk, Nesr, Lat, Ussa, Menat, Hubel, Isaf i Naila, Zu-l-halesa, Ukajsir, Dawar, Nuhm i Su'ajr. Ovi idoli se spominju u predislamskoj poeziji i poeziji nakon pojave islama, te u Kuranu. Muslimanski filolozi su u 8. stoljeću počeli zapisivati neke usmenom predajom prenošene napjeve o idolima i njihovoj moći. Također su sačuvani neki podaci o lokacijama i važnosti hramova i svetišta, kao i kojem plemenu su pripadali idoli. Ibn el-Kelbi u svome djelu Kitabu-l-asnami (Knjiga o idoloma) navodi dosta podataka o religiji predislamskih Arapa. U Kuranu se spominje osam idola i to: u suri En-Nuh pet: Wedd, Suwa', Jegus, Je'uk i Nesr, te tri u suri En-Nedžm: Lat, Ussa i Menat. 

## Božanstva
Ovo su neka od najvažnijih božanstava predislamskih Arapa:

#### Wedd
Idol koji je imao lik stasalog muškarca. Bio je idol plemena Kelb. Njegov hram se nalazio u mjestu Dewmetu-l-Džedel. Wedd je, po vjerovanju pripadnika plemena Kelb, bio vrlo snažan, visok, mišićav, te je imao gustu i kovrdžavu crnu kosu i bradu. Wedd je bio bog sudbine, vremena i zemlje. Prema vjerovanjima, bio je mnogo milostiv, ali je bio i ćudljiv, te bi onima koji ga nisu propisno štovali strelice okretao na crno, tj. na njihovu štetu. Naime, predislamski Arapi sudbinu su proricali bacajući strelice s jedne strane obojene u crno, a s druge u crveno, te su tako rješavali dileme. Ako se strelica u zemlju zarije na crno, bogovi daju negativan odgovor, a ako se zarije u zemlju crvena strana, odgovor bogova je pozitivan. Ovakav čin u Kuranu je strogo zabranjen, te ga islam smatra teškim grijehom.

#### Suwa'
Bila je idol plemena Huzejl, u liku lijepe žene bujnih grudi. Njen hram se nalazio na obali Crvenog mora. Prema vjerovanju pripadnika plemena Huzejl, Suwa' je bila vrlo vješta s krinkama i bila je sposobna uzeti razum bilo kojem muškarcu, a "u ženama plod ugasiti". Ona je bila božica ljubavi i plodnosti, a može se usporediti s mezopotamskom božicom Ištar. Vjerojatno je bila štovana i kao Velika Majka.

#### Jegus
Idol koji je imao lik snažnog i očtrozubog lava. Hram ovoga idola nalazio se u gradu Džurešu na visokom Nedždu, a u njemu se nalazio Jegusov kip od olova. Jegus je bio idol plemena Murad i Gatafan. Prema njihovom vjerovanju, bio je gospodar života i smrti, te su mu često prinošene životinjske žrtve. Bio je brz, okretan i ubojit. Mnogo je volio krv i bitku, a štovan je i kao bog pobjede. Plemena murad i Gatafa su ga zazivali pred bitku, a slavili ga zajedno s pobjedom, zasipajući njegov kip ružinim laticama. Posvećeni su mu sljedeći stihovi:
Jegus je s nama bio sve do kraja,
U zoru nas je pobjednički izveo iz okršaja.

#### Je'uk
U liku brzog i mišićavog arapskog konja. Štovan je od strane mnogih konjičkih plemena, a nije imao veći hram ili centar štovanja. Bio je bog konja, brzine, snage i hrabrosti, zaštitnik konjanika i ratnika, koji su ga najviše štovali. Temperanentan i brz, bio je i bog plodnosti, te je, prema predajama, galopirao cijelim svijetom, a kada bi zastao negdje u pustinji, tu bi poticala voda i nastajala oaza.

#### Nesr
Poput Je'uka bio je štovan od strane raznih plemena, imao je lik velikog i brzog sokola. Bio je bog neba i vjetra, izrazito brz i vješt letač kojije na svojim krilima, kako jedan napjev kaže, nosio vjetar. Nesr je bio bog zaštitnik streličara. Bio je čuvar i pouzdani savjetnik plemenskih poglavara, bog vlasti i moći. Može se poistovjetiti s egipatskim bogom Horusom.